# Hostal Nou (Perafita)
L'Hostal Nou és una masia de Perafita (Lluçanès) inclosa a l'Inventari del Patrimoni Arquitectònic de Catalunya.

## Descripció
Edifici de planta rectangular format per diversos cossos. La part més antiga de la casa és la que correspon a la part dreta de l'actual façana principal. Aquesta part presenta tres pisos de planta rectangular i teulat a doble vessant amb la façana ordenada amb dues obertures a cada pis, totes amb llinda menys la porta que presenta un arc rebaixat. A aquest cos se li va afegir un allargament de dos pisos a la part esquerra de la façana que presenta dues arcades al primer pis. A l'esquerra d'aquest cos hi ha un cobert amb terrat. Recentment restaurada es presenta totalment cimentada.